# Efectul Thomson
Efectul Thomson reprezintă trecerea curentului electric printr-un conductor supus unui gradient de temperatură longitudinal produce absorbția sau degajarea de căldură, în funcție de sensul curentului și al gradientului de temperatură. Acest fenomen nu are un rol important în funcționarea TE, fiind ignorat.